# Barrage romain d'Almonacid de la Cuba

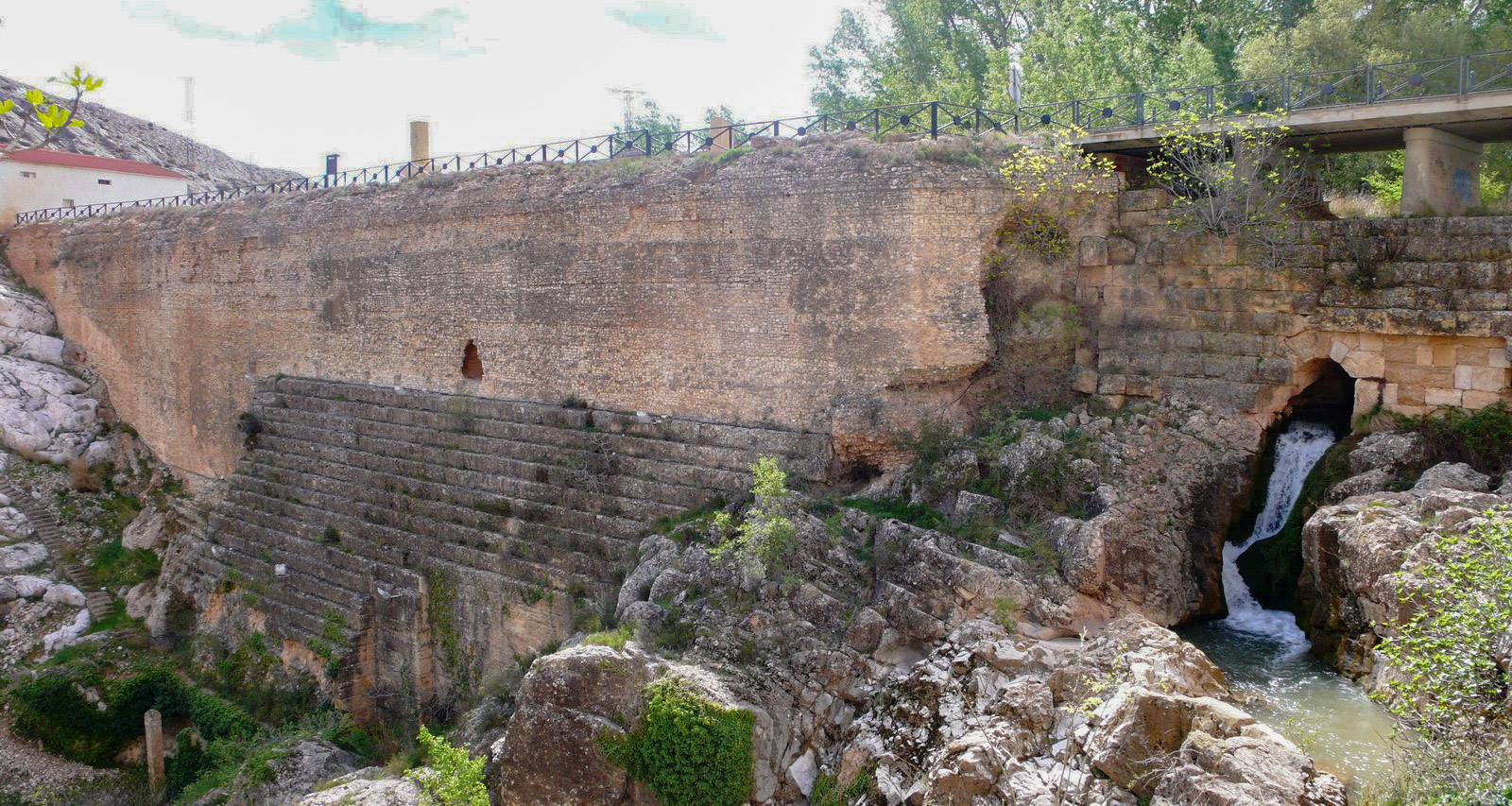
Barrage romain d'Almonacid de la Cuba, province de Saragosse.

Le barrage romain d'Almonacid de la Cuba est un barrage-poids romain situé dans la municipalité espagnole d'Almonacid de la Cuba, province de Saragosse,  communauté autonome d'Aragon, en Espagne.
Il a été établi au Ier siècle sur la rivière Aguasvivas, sous-affluent de l'Èbre. Avec ses 34 mètres de haut, il est le plus haut de tous les barrages romains préservés dans le monde.

## Histoire et description
Le barrage, construit à l'époque de l'empereur Auguste, a été réparé à plusieurs reprises, jusqu'à son abandon, au cours de la seconde moitié du Ier siècle. En raison de problèmes de colmatage dans son réservoir, il a finalement été utilisé comme déversoir pour détourner les eaux vers les zones irriguées de Belchite, à travers un ancien canal d'origine également romaine, long de 8 km. Aujourd'hui, il continue à jouer ce rôle.
La hauteur du barrage est de 34 m, sa largeur à la base de 38 m et sa longueur de 120 m.